# هابوعيل تل أبيب
نادي هابوعيل تل أبيب لكرة القدم (بالعبرية: הפועל תל אביב) ، هو نادي كرة القدم من أعرق الفرق الإسرائيلية، تأسس عام 1923. مالك النادي هو رجل الأعمال إدموند صفرا . حقق النادي الدوري 13 مرة في تاريخه وحقق أيضاً 16 لقباً في كأس الدولة . وعلى الصعيد الأوروبي فقد حقق أكبر إنجاز لفريق إسرائيلي في التاريخ إذ أنه وصل إلى ربع نهائي الدوري الأوروبي في نسخة 2001-2002، بالإضافة إلى أنه صعد إلى دوري أبطال أوروبا في سنة 2011 وحقق نتائج مميزة.

## إنجازاته
حقق هابوعيل بطولة الدوري الإسرائيلي لكرة القدم 13 مرة، منها موسم 2009-2010، وحقق كأس الدولة 16 مرة، كما حقق لقب البطولة الآسيوية عام 1967، وذلك بعد فوزه على سلاغور الماليزي بنتيجة 2-1.

## روابط خارجية
- Official website
- "Red-Fans" - Fans website
- "Haadumim" fans Association – Owner of 20% of Hapoel Tel Aviv F.C.
- Hapoel revenue information
- Ultras Hapoel
- Shedim – Hapoel Tel Aviv Forum